# Jadon Sancho
Jadon Malik Sancho (Londen, 25 maart 2000) is een Engels-Trinidadiaans voetballer die doorgaans speelt als vleugelspeler. In juli 2021 verruilde hij Borussia Dortmund voor Manchester United. Sancho maakte in 2018 zijn debuut in het Engels voetbalelftal.

## Clubcarrière

### Jeugd
Sancho werd op zevenjarige leeftijd opgenomen in de jeugdopleiding van Watford. Die verruilde hij in 2015 voor die van Manchester City. Coach Pep Guardiola wilde hem langzaam klaarstomen voor het eerste elftal en de Engelse club bood hem een contract aan, maar Sancho besloot toch te vertrekken.

### Borussia Dortmund
Op zijn zeventiende maakt hij daarom voor acht miljoen pond de overstap naar Borussia Dortmund. De Duitse club nam hem direct op in de selectie van het eerste elftal. Hij nam er het rugnummer 7 over van de naar FC Barcelona vertrokken Ousmane Dembélé. Sancho debuteerde op 21 oktober 2017 in het eerste elftal van de Duitsers, tegen Eintracht Frankfurt. Nuri Şahin en Maximilian Philipp brachten Dortmund op een voorsprong van 0–2, maar door Sébastien Haller en Marius Wolf kwam de thuisploeg langszij. De Engelsman mocht van coach Peter Bosz zes minuten voor het einde van de wedstrijd invallen voor Philipp. Met zijn invalbeurt werd Sancho de eerste Engelse speler in het eerste elftal van Borussia Dortmund.
Op 14 januari maakte Sancho zijn basisdebuut voor Borussia Dortmund, in een doelpuntloos gelijkspel tegen Wolfsburg. Tegen Hertha BSC, een week later, was hij voor het eerst betrokken bij een goal, toen hij een assist gaf op Shinji Kagawa. De wedstrijd eindigde door mede een doelpunt van Davie Selke in 1–1. Op 21 april maakte hij zijn eerste doelpunt voor de Duitse club; hij scoorde de openingsgoal in een wedstrijd tegen Bayer Leverkusen. Door twee doelpunten van Marco Reus en een van Maximilian Philipp werd het uiteindelijk 4–0. De Engelsman kwam in het seizoen 2017/18 tot twaalf competitiewedstrijden met daarin één doelpunt.
Op 18 september 2018 maakte de Engelsman zijn Europese debuut voor Borussia Dortmund, in de Champions League startte hij in de basis tegen Club Brugge (0–1 winst door Christian Pulisic). Hiermee werd hij de jongste Engelsman ooit die voor een buitenlandse club in actie kwam in de Champions League. Borussia Dortmund brak op 2 oktober 2018 het contract van Sancho open om deze te verlengen tot medio 2022. Tegen Atlético Madrid maakte Sancho op 24 oktober 2018 zijn eerste Europese doelpunt. Hij maakte op aangeven van Achraf Hakimi de derde van Dortmund die avond, nadat ook Axel Witsel en Raphaël Guerreiro tot scoren waren gekomen. Die laatste speler zorgde ook voor het slotakkoord: 4–0.
In zijn derde seizoen bij Dortmund (2019/20) is Sancho door goals en assist betrokken bij veel doelpunten. Na een hattrick op 31 mei werd hij, op de leeftijd van 20 jaar en 67 dagen, de jongste speler ooit met 30 doelpunten op zijn naam in de Bundesliga. Aan het einde van dat seizoen verlengde de Engelse aanvaller zijn contract tot medio 2023. Het jaar erop vertrok Sancho wel bij de club. 

### Manchester United

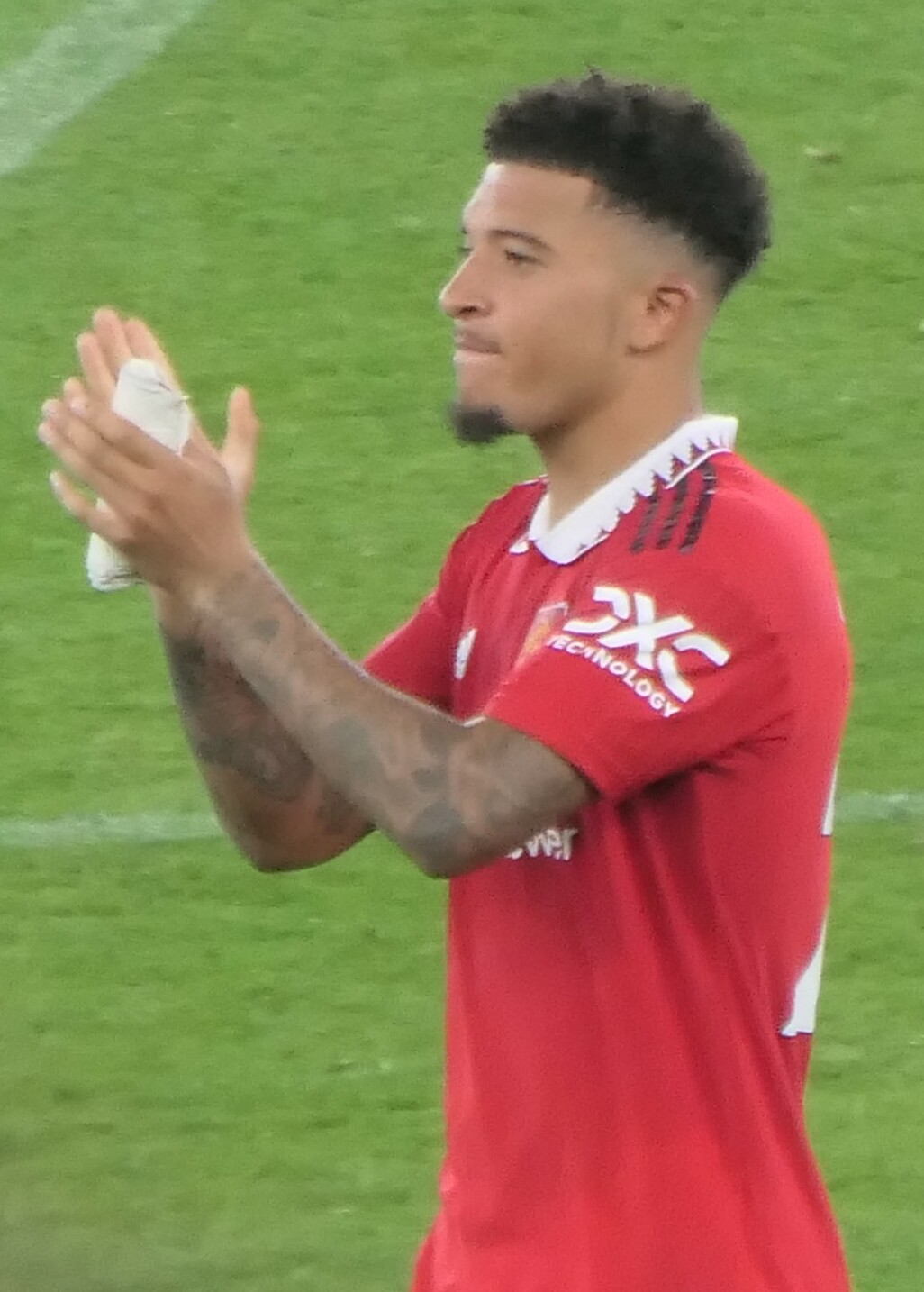
Jadon Sancho met Manchester United in 2022/23 tegen Liverpool

Manchester United haalde de aanvaller terug naar Engeland en betaalde circa vijfentachtig miljoen euro voor zijn diensten. Bij United zette Sancho zijn handtekening onder een contract voor vijf seizoenen, met een optie op een jaar extra. Hij maakte op 14 augustus 2021 zijn debuut voor Manchester United tegen Leeds United. Op 23 november scoorde hij in de Champions League tegen Villarreal zijn eerste goal voor United. Hij voldeed in zijn eerste seizoen niet aan de verwachtingen: hij was goed voor vijf goals en drie assists in 38 wedstrijden. Ook in zijn tweede seizoen was Sancho geen onverdeeld succes. Dat ging aan hem zelf knagen, waardoor hij in de winter van het seizoen 2022/23 een aantal wedstrijden afwezig was vanwege een burnout. Hij keerde op 8 februari 2023 terug met een doelpunt tegen Leeds. Dat seizoen was hij goed voor zeven goals en drie assists.
Op 3 september 2023 liet coach Erik ten Hag Sancho buiten de selectie voor een wedstrijd tegen Arsenal, omdat hij niet goed genoeg getraind zou hebben. Sancho zei hierop dat dit onwaar was en dat hij als zondebok werd aangewezen. Anderhalve week later maakte Manchester United bekend dat Sancho niet meer meetrainde met het eerste elftal. Tot aan de winterstop kwam hij niet meer in actie. 

### Verhuurperiodes
In januari 2024 huurde zijn oude club Borussia Dortmund hem voor de rest van het seizoen. In zijn eerste wedstrijd sinds zijn terugkeer was hij tegen SV Darmstadt 98 goed voor een assist. Hij eindigde het halve seizoen bij Dortmund met twee goals in veertien competitieduels. Met Dortmund haalde Sancho de finale van de UEFA Champions League, waarin Real Madrid met 0–2 te sterk was.
Na zijn terugkeer in de zomer van 2024 werd Sancho opnieuw verhuurd door Manchester United; ditmaal nam Chelsea de buitenspeler op huurbasis over.

## Clubstatistieken
| Seizoen | Club                | Competitie     | Competitie | Competitie | Beker | Beker | Internationaal | Internationaal | Totaal | Totaal |
| Seizoen | Club                | Competitie     | Wed.       | Dlp.       | Wed.  | Dlp.  | Wed.           | Dlp.           | Wed.   | Dlp.   |
| ------- | ------------------- | -------------- | ---------- | ---------- | ----- | ----- | -------------- | -------------- | ------ | ------ |
| 2017/18 | Borussia Dortmund   | Bundesliga     | 12         | 1          | 0     | 0     | 0              | 0              | 12     | 1      |
| 2018/19 | Borussia Dortmund   | Bundesliga     | 34         | 12         | 2     | 0     | 7              | 1              | 43     | 13     |
| 2019/20 | Borussia Dortmund   | Bundesliga     | 32         | 17         | 4     | 1     | 8              | 2              | 44     | 20     |
| 2020/21 | Borussia Dortmund   | Bundesliga     | 26         | 8          | 6     | 6     | 6              | 2              | 38     | 16     |
| 2021/22 | Manchester United   | Premier League | 29         | 3          | 2     | 1     | 7              | 1              | 38     | 5      |
| 2022/23 | Manchester United   | Premier League | 26         | 6          | 5     | 0     | 10             | 1              | 41     | 7      |
| 2023/24 | Manchester United   | Premier League | 3          | 0          | 0     | 0     | 0              | 0              | 3      | 0      |
| 2023/24 | → Borussia Dortmund | Bundesliga     | 14         | 2          | 0     | 0     | 7              | 1              | 21     | 3      |
| 2024/25 | → Chelsea           | Premier League | 31         | 3          | 2     | 0     | 8              | 2              | 41     | 5      |
| Totaal  | Totaal              | Totaal         | 207        | 52         | 21    | 8     | 53             | 10             | 281    | 70     |

Bijgewerkt op 20 juli 2025.

## Interlandcarrière
Sancho maakte deel uit van Engeland –16 en –17. Met de selectie tot zeventien jaar bereikte hij de finale van het EK –17 van 2017. De Engelsen verloren daarin door middel van een beslissende strafschoppenserie van Spanje –17. Sancho kreeg na afloop de prijs voor meest waardevolle speler van het toernooi toegekend. Sancho maakte op 12 oktober 2018 zijn debuut in het Engels voetbalelftal, toen in de Nations League met 0–0 gelijkgespeeld werd tegen Kroatië. De vleugelspeler begon op de reservebank maar van coach Gareth Southgate mocht hij twaalf minuten voor tijd invallen voor Raheem Sterling. Sancho maakte op 10 september 2019 zowel zijn eerste als zijn tweede doelpunt voor de Engelse nationale ploeg. Hij schoot toen de 4–1 en de 5–1 binnen in een met 5–3 gewonnen kwalificatiewedstrijd voor het EK 2020 tegen Kosovo.
Sancho werd in juni 2021 door Southgate opgenomen in de selectie van Engeland voor het uitgestelde EK 2020. Tijdens het toernooi haalde Engeland de finale, waarin verloren werd van Italië (1–1, 3–2 na strafschoppen). In de groepsfase werd gewonnen van Kroatië (1–0) en Tsjechië (0–1) en gelijkgespeeld tegen Schotland (0–0). Daarna werd achtereenvolgens afgerekend met Duitsland (2–0), Oekraïne (0–4) en Denemarken (2–1 na verlenging). Sancho speelde mee tegen Tsjechië, Oekraïne en Italië. In de finale mocht hij in de laatste minuut van de verlenging invallen, om vervolgens een strafschop te nemen in de daarop volgende reeks. Hij miste echter en na de verloren reeks kreeg hij veel racistische haatberichten, net als Marcus Rashford en Bukayo Saka. Zijn toenmalige teamgenoten Manuel Akanji (Zwitserland), Axel Witsel, Thomas Meunier, Thorgan Hazard (allen België), Thomas Delaney (Denemarken), Jude Bellingham (eveneens Engeland), Mats Hummels, Emre Can (beiden Duitsland) en Raphaël Guerreiro (Portugal) waren ook actief op het EK. Sancho werd niet geselecteerd voor het WK 2022 in Qatar.
| Interlands van Jadon Sancho voor Engeland | Interlands van Jadon Sancho voor Engeland | Interlands van Jadon Sancho voor Engeland | Interlands van Jadon Sancho voor Engeland | Interlands van Jadon Sancho voor Engeland | Interlands van Jadon Sancho voor Engeland | Interlands van Jadon Sancho voor Engeland |
| №                                         | Datum                                     | Wedstrijd                                 | Uitslag                                   | Competitie                                | Goals                                     |                                           |
| Als speler bij Borussia Dortmund          | Als speler bij Borussia Dortmund          | Als speler bij Borussia Dortmund          | Als speler bij Borussia Dortmund          | Als speler bij Borussia Dortmund          | Als speler bij Borussia Dortmund          | Als speler bij Borussia Dortmund          |
| ----------------------------------------- | ----------------------------------------- | ----------------------------------------- | ----------------------------------------- | ----------------------------------------- | ----------------------------------------- | ----------------------------------------- |
| 1                                         | 12 oktober 2018                           | Kroatië – Engeland                        | 0 – 0                                     | Nations League 2018/19                    |                                           |                                           |
| 2                                         | 15 november 2018                          | Engeland – Verenigde Staten               | 3 – 0                                     | Vriendschappelijk                         |                                           |                                           |
| 3                                         | 18 november 2018                          | Engeland – Kroatië                        | 2 – 1                                     | Nations League 2018/19                    |                                           |                                           |
| 4                                         | 22 maart 2019                             | Engeland – Tsjechië                       | 5 – 0                                     | EK 2020 kwalificatie                      |                                           |                                           |
| 5                                         | 6 juni 2019                               | Nederland – Engeland                      | 3 – 1                                     | Nations League 2018/19                    |                                           |                                           |
| 6                                         | 9 juni 2019                               | Zwitserland – Engeland                    | 0 – 0                                     | Nations League 2018/19                    |                                           |                                           |
| 7                                         | 7 september 2019                          | Engeland – Bulgarije                      | 4 – 0                                     | EK 2020 kwalificatie                      |                                           |                                           |
| 8                                         | 10 september 2019                         | Engeland – Kosovo                         | 5 – 3                                     | EK 2020 kwalificatie                      | 44', 45+1'                                |                                           |
| 9                                         | 11 oktober 2019                           | Tsjechië – Engeland                       | 2 – 1                                     | EK 2020 kwalificatie                      |                                           |                                           |
| 10                                        | 14 oktober 2019                           | Bulgarije – Engeland                      | 0 – 6                                     | EK 2020 kwalificatie                      |                                           |                                           |
| 11                                        | 14 november 2019                          | Engeland – Montenegro                     | 7 – 0                                     | EK 2020 kwalificatie                      |                                           |                                           |
| 12                                        | 5 september 2020                          | IJsland – Engeland                        | 0 – 1                                     | Nations League 2020/21                    |                                           |                                           |
| 13                                        | 8 september 2020                          | Denemarken – Engeland                     | 0 – 0                                     | Nations League 2020/21                    |                                           |                                           |
| 14                                        | 11 oktober 2020                           | Engeland – België                         | 2 – 1                                     | Nations League 2020/21                    |                                           |                                           |
| 15                                        | 14 oktober 2020                           | Engeland – Denemarken                     | 0 – 1                                     | Nations League 2020/21                    |                                           |                                           |
| 16                                        | 12 november 2020                          | Engeland – Ierland                        | 3 – 0                                     | Vriendschappelijk                         | 31'                                       |                                           |
| 17                                        | 15 november 2020                          | België – Engeland                         | 2 – 0                                     | Nations League 2020/21                    |                                           |                                           |
| 18                                        | 18 november 2020                          | Engeland – IJsland                        | 4 – 0                                     | Nations League 2020/21                    |                                           |                                           |
| 19                                        | 6 juni 2021                               | Engeland – Roemenië                       | 1 – 0                                     | Vriendschappelijk                         |                                           |                                           |
| 20                                        | 22 juni 2021                              | Tsjechië – Engeland                       | 0 – 1                                     | EK 2020                                   |                                           |                                           |
| 21                                        | 3 juli 2021                               | Oekraïne – Engeland                       | 0 – 4                                     | EK 2020                                   |                                           |                                           |
| 22                                        | 11 juli 2021                              | Italië – Engeland                         | 1 – 1 (3 – 2 n.s.)                        | EK 2020                                   |                                           |                                           |
| Als speler bij Manchester United          |                                           |                                           |                                           |                                           |                                           |                                           |
| 23                                        | 9 oktober 2021                            | Andorra – Engeland                        | 0 – 5                                     | WK 2022 kwalificatie                      |                                           |                                           |

Bijgewerkt op 20 juli 2025.

## Erelijst
| Competitie             |                   |                   |                   |                   |
| Competitie             | Aantal            | Jaren             |                   |                   |
| Borussia Dortmund      | Borussia Dortmund | Borussia Dortmund | Borussia Dortmund | Borussia Dortmund |
| ---------------------- | ----------------- | ----------------- | ----------------- | ----------------- |
| DFB-Pokal              | 1                 | 2020/21           |                   |                   |
| DFL-Supercup           | 1                 | 2019              |                   |                   |
| Manchester United      |                   |                   |                   |                   |
| EFL Cup                | 1                 | 2022/23           |                   |                   |
| Chelsea                |                   |                   |                   |                   |
| UEFA Conference League | 1                 | 2024/25           |                   |                   |